# Javier Cortés
Javier Cortés Granados (20 de julio de 1989; Ciudad de México, México) es un exfutbolista mexicano. Jugaba como mediocampista y su último equipo fue Atlético de San Luis .

## Trayectoria

### Club Universidad Nacional

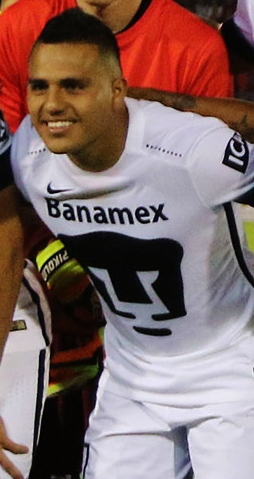
Cortés jugando para Pumas

Debutó el 24 de agosto de 2008 en un UNAM 3-1 Pachuca. Máximo goleador del torneo de tercera división con 22 goles en Pumas CCH. Ha sido campeón dos veces con el Club Universidad Nacional, conseguidos en el 2009 y en el clausura 2011, en este último torneo consiguió varios goles importantes para los Pumas, incluyendo el gol del triunfo en la final, quitándose a tres jugadores del Morelia y disparando al arco, dando a su club su séptimo título. Actualmente es un referente de la escuadra en su momento como jugador en el club Pumas recibió algunas ofertas de la Liga MX. 
También en equipos del extranjero.

### Club Santos Laguna
El 7 de junio de 2017, se oficializa su traspaso al Club Santos Laguna en compra definitiva en cambio por Néstor Calderón.

## Selección nacional

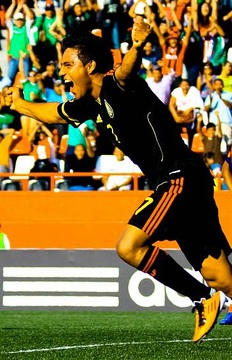
Cortés en 2011 con selecciones menores

### Categorías inferiores
En julio de 2012 fue incluido en la lista de 18 jugadores que representaron a México en el Torneo de Fútbol Masculino de los Juegos Olímpicos de Londres 2012.
El 7 de agosto de 2012 anotó el gol del triunfo para la escuadra mexicana contra la Selección Olímpica de Japón, dándole así a su selección el pase a la final del Torneo de fútbol masculino. El partido terminó 3-1 a favor de la Selección Olímpica de México.
Anotó el tercer gol contra Japón al entrar a la cancha en el minuto 90 y anotar el gol en el minuto 93.

### Participaciones en Copas de Oro de la CONCACAF
| Copa                            | Sede           | Resultado    |
| ------------------------------- | -------------- | ------------ |
| Copa de Oro de la Concacaf 2013 | Estados Unidos | Tercer lugar |

## Estadísticas
Actualizado al último partido jugado el 31 de enero de 2020.

### Clubes
| C. Universidad Nacional · México |               |               |     |    |    |    |    |     |     |    |
| 1ª | 2008-09       | 1             | 0   | -  | -  | 5  | 1  | 6   | 1   |    |
| 1ª | 2009-10       | 3             | 0   | -  | -  | 6  | 1  | 9   | 1   |    |
| 1ª | 2010-11       | 44            | 7   | -  | -  | 3  | 1  | 47  | 8   |    |
| 1ª | 2011-12       | 31            | 5   | -  | -  | 6  | 0  | 37  | 5   |    |
| 1ª | 2012-13       | 31            | 7   | 1  | 0  | -  | -  | 32  | 7   |    |
| 1ª | 2013-14       | 34            | 1   | 5  | 1  | -  | -  | 39  | 2   |    |
| 1ª | 2014-15       | 31            | 1   | 3  | 0  | -  | -  | 34  | 1   |    |
| 1ª | 2015-16       | 38            | 5   | 1  | 1  | 8  | 0  | 47  | 6   |    |
| 1ª | 2016-17       | 32            | 2   | -  | -  | 2  | 0  | 34  | 2   |    |
| Total club | Total club    | 245           | 28  | 10 | 2  | 30 | 3  | 285 | 33  |    |
| C. Santos Laguna · México |               |               |     |    |    |    |    |     |     |    |
| 1ª | 2017-18       | 17            | 0   | 13 | 0  | -  | -  | 30  | 0   |    |
| 1ª | 2018-19       | 4             | 0   | 4  | 0  | -  | -  | 8   | 0   |    |
| 1ª | 2019          | 0             | 0   | 2  | 0  | -  | -  | 2   | 0   |    |
| Total club | Total club    | 21            | 0   | 19 | 0  | 0  | 0  | 40  | 0   |    |
| C. Atlético de San Luis · México |               |               |     |    |    |    |    |     |     |    |
| 1ª | 2020          | 2             | 0   | 0  | 0  | -  | -  | 2   | 0   |    |
| Total club | Total club    | 2             | 0   | 0  | 0  | 0  | 0  | 2   | 0   |    |
| Total carrera | Total carrera | Total carrera | 268 | 28 | 29 | 2  | 30 | 3   | 327 | 33 |
| (1)Incluye datos de la Copa México (2)Incluye datos de la SuperLiga Norteamericana (2010), Copa Libertadores de América (2016) y Concacaf Liga de Campeones (2008-09, 2009-10, 2011-12, 2016-17) |               |               |     |    |    |    |    |     |     |    |

### Selecciones
| Competición                              | Categoría | Sede              | Resultado      | PJ | G |
| ---------------------------------------- | --------- | ----------------- | -------------- | -- | - |
| Campeonato Sub-20 de la Concacaf de 2009 | Sub-20    | Trinidad y Tobago | Primera fase   | 2  | 0 |
| Preolímpico de Concacaf de 2012          | Sub-23    | Estados Unidos    | Campeón        | 5  | 1 |
| Torneo Esperanzas de Toulon de 2012      | Sub-23    | Francia           | Campeón        | 5  | 0 |
| Juegos Olímpicos de Londres 2012         | Sub-23    | Reino Unido       | Medalla de oro | 2  | 1 |
| Copa de Oro de la Concacaf 2013          | Absoluta  | Estados Unidos    | Semifinal      | 0  | 0 |
| Amistosos                                | Absoluta  | –                 | –              | 2  | 0 |
| Total                                    | –         | –                 | –              | 16 | 2 |

### Resumen estadístico
| Competencia                | Partidos | Goles |
| -------------------------- | -------- | ----- |
| Liga                       | 245      | 28    |
| Copas nacionales           | 10       | 2     |
| Copas internacionales      | 30       | 3     |
| Selección de México        | 2        | 0     |
| Selección de México Sub-23 | 12       | 2     |
| Selección de México Sub-20 | 2        | 0     |
| Total                      | 301      | 35    |

## Palmarés

### Campeonatos nacionales
| Título  | Club          | País   | Año  |
| ------- | ------------- | ------ | ---- |
| Liga MX | UNAM          | México | 2009 |
| Liga MX | UNAM          | México | 2011 |
| Liga MX | Santos Laguna | México | 2018 |

### Campeonatos internacionales
| Título                      | Equipo             | País           | Año  |
| --------------------------- | ------------------ | -------------- | ---- |
| Preolímpico de Concacaf     | Selección Mexicana | Estados Unidos | 2012 |
| Torneo Esperanzas de Toulon | Selección Mexicana | Francia        | 2012 |
| Juegos Olímpicos            | Selección mexicana | Londres        | 2012 |